# Zelena mošeja, Balh
Zelena mošeja (paštunsko شنه جومات ; darijsko مَسجد سَبز, Masjid Sabz) ali mošeja Khavadža Abu Nasr Parsa (paštunsko د خواجه ابو نصر پارسا جومات) je mošeja v mestu Balh, severni Afganistan. Vsebuje svetišče Khvadža Abu Nasr Parsa. Ime mošeje izhaja iz ploščic kaši na stenah mošeje, ki so obarvane turkizno, lokalno poznane kot turško zelene.

## Zgodovina
Prvotno stavbo je zgradil timuridski general Mir Mazid Arghun nad grobom Khavadža Abu Nasr Parsa, lokalnega verskega učitelja in mistika reda Nakšbandi. Kasneje sta bila tam pokopana Arghunov oče in brat. Arghun je poleg mošeje zgradil tudi medreso. Kompleks mošeje, svetišča in medrese so nato dali v upravljanje potomcem Abu Nasr Parsa. Šajbanidski guverner Balha, Abdul-Mo'min bin Abdullah Kan, je kasneje prenovil stavbo v poznem 16. stoletju in vpisal svoje ime tudi na eno od sten.
Med sovjetsko-afganistansko vojno je bila mošeja hudo poškodovana in je močno propadla. Leta 2022 je tudi eksplozija v notranjosti mošeje povzročila uničenje nekaterih delov mošeje.

## Arhitektura
Glavna stavba prikazuje tipičen timuridski arhitekturni slog. Mošeja ima zelo veliko kupolo in dva minareta. Osem odprtin omogoča vstop svetlobe v kupolo, vendar so nekatere od njih razpokale in razkrile notranjo strukturo kupole. Kupola ima osnovo iz muqarnas, spodnji del pa je prekrit s cvetličnimi motivi in keramičnimi ploščicami.
Dvonivojski verandi, ki obkrožata portal, sta zaključeni z dvema minaretoma. V vsakem kotu verande so stopnice, ki omogočajo dostop do najvišjega nivoja, po katerem lahko gremo do minaretov in strehe. Minareta sta poškodovana, ostali so samo podstavki in deki. Majhna lesena vrata vodijo iz severovzhodnega ivana v dvorano kupole, ki jo krona visok krovni obok. Na robu oboka je šestnajst oken, ki pomagajo pri osvetlitvi notranjosti. Kupolasta komora ima tudi majhno mihrabsko nišo na jugozahodni steni.
Neposredno pod kupolasto komoro je kripta. V kripti je bila najdena grobnica, za katero se domneva, da pripada Abu Nasr Parsi. Kasneje je bil dodan steber, ki podpira krono oboka kripte. Zunaj mošeje je kamnita ploščad z nagrobniki drugih svetnikov. To je bil poznejši dodatek in ni verjetno, da je bil del prvotne stavbe.

## Galerija
- Eden od glavnih vhodov v kompleks
- Bližnji posnetek vhoda v stavbo
- Bližnji posnetek zunanjosti stavbe